# Athetis dasychira
Athetis dasychira är en fjärilsart som beskrevs av Jacob Hübner 1818. Athetis dasychira ingår i släktet Athetis och familjen nattflyn. Inga underarter finns listade i Catalogue of Life.